# Microcharops niger
Microcharops niger là một loài tò vò trong họ Ichneumonidae.